# Precinct de Jonesboro District 1
Le precinct de Jonesboro District 1 est un precinct électoral du comté d'Union dans l'Illinois, aux États-Unis. En 2010, ce precinct comptait une population de 1 141 habitants.

## Source de la traduction
- (es) Cet article est partiellement ou en totalité issu de l’article de Wikipédia en espagnol intitulé « Distrito electoral de Jonesboro 1 » (voir la liste des auteurs).